# «Цьому не можна запобігти», — каже єдина країна, де це регулярно трапляється

Домашня сторінка The Onion 25 травня 2022 року, після стрілянини в початковій школі «Робб», із 21 екземпляром статті

«Цьому не можна запобігти», — каже єдина країна, де це регулярно трапляється ("No Way to Prevent This", Says Only Nation Where This Regularly Happens) — це назва серії статей, які постійно публікує американська сатирична новинна організація The Onion, висміюючи частоту випадків масової стрілянини у Сполучених Штатах і нестачу заходів після таких інцидентів.
Кожна стаття містить близько 200 слів, у ній описано місце стрілянини та кількість жертв, але в іншому текст залишається незмінним. Цитується вигаданий житель — як правило, не того штату, де відбулася стрілянина, — який каже, що стрілянина була «жахливою трагедією», але «ніхто нічого не може зробити, щоб це зупинити». Стаття закінчується вказівкою на те, що Сполучені Штати є «єдиною економічно розвиненою країною у світі, де упродовж останніх восьми років щомісяця відбувалися приблизно дві масові стрілянини», і що американці вважають себе та ситуацію «безпорадними».

## Передумови
Стаття вперше була опублікована 27 травня 2014 року, після вбивств в Ісла-Вісті. Відтоді станом на березень 2023 The Onion перепублікували ту саму статтю ще 31 раз майже дослівно, лише з незначними змінами, що відображають специфіку кожної стрілянини. У 2017 році Марні Шуре, відповідальна редакторка The Onion, сказала: «Повторне розміщення того самого коментаря щоразу посилює оригінальний коментар у десять разів».
Після того, як The Onion перепублікували статтю 14 лютого 2018 року, після стрілянини в середній школі Стоунмена Дугласа, Джейсон Редер, автор оригінальної статті 2014 року, написав, що він «і гадки не мав, що вона буде стосуватися середньої школи за милю від [його] будинку». 25 травня 2022 року, після стрілянини в початковій школі «Робб», The Onion опублікував усі 21 версії статті, які вони написали з 2014 року, на домашній сторінці свого вебсайту та у своєму твіттері. Таку ж домашню сторінку сайт мав після стрілянини в Гайленд-парку 4 липня, кількість статей зросла до 25.

## Список
Станом на березень 2023, The Onion опублікували статтю 32 рази, кожного разу у відповідь на масову стрілянину у Сполучених Штатах.
| №  | Дата публікації   | Стрілянина                 |
| -- | ----------------- | -------------------------- |
| 1  | 27 травня 2014    | Ісла-Віста, Каліфорнія     |
| 2  | 17 червня 2015    | Чарстон, Південна Кароліна |
| 3  | 1 жовтня 2015     | Розберг, Орегон            |
| 4  | 3 грудня 2015     | Сан-Бернардіно, Каліфорнія |
| 5  | 2 жовтня 2017     | Лас-Вегас, Невада          |
| 6  | 5 листопада 2017  | Сазерленд-Спрінгс          |
| 7  | 14 лютого 2018    | Паркленд, Флорида          |
| 8  | 18 травня 2018    | Санта-Фе, Техас            |
| 9  | 13 вересня 2018   | Бейкерсфілд, Каліфорнія    |
| 10 | 29 жовтня 2018    | Піттсбург, Пенсільванія    |
| 11 | 8 листопада 2018  | Таузанд-Оакс, Каліфорнія   |
| 12 | 1 червня 2019     | Вірджинія-Біч, Вірджинія   |
| 13 | 4 серпня 2019     | Ель-Пасо, Техас            |
| 14 | 4 серпня 2019     | Дейтон, Огайо              |
| 15 | 26 лютого 2020    | Мілвокі, Вісконсин         |
| 16 | 17 березня 2021   | Атланта, Джорджія          |
| 17 | 23 березня 2021   | Боулдер, Колорадо          |
| 18 | 16 квітня 2021    | Індіанаполіс, Індіана      |
| 19 | 26 травня 2021    | Сан-Хосе, Каліфорнія       |
| 20 | 16 травня 2022    | Баффало, Нью-Йорк          |
| 21 | 25 травня 2022    | Ювалді, Техас              |
| 22 | 2 червня 2022     | Талса, Оклахома            |
| 23 | 6 червня 2022     | Чаттануга, Теннессі        |
| 24 | 6 червня 2022     | Філадельфія, Пенсільванія  |
| 25 | 4 липня 2022      | Гайленд-Парк, Іллінойс     |
| 26 | 14 жовтня 2022    | Ролі, Північна Кароліна    |
| 27 | 20 листопада 2022 | Колорадо-Спрінгс, Колорадо |
| 28 | 23 листопада 2022 | Чесапік, Вірджинія         |
| 29 | 23 січня 2023     | Монтерей-Парк, Каліфорнія  |
| 30 | 24 січня 2023     | Гаф-Мун-Бей, Каліфорнія    |
| 31 | 14 лютого 2023    | Іст-Лансінг, Мічиган       |
| 32 | 27 березня 2023   | Нашвілл, Теннессі          |

## Реакції
У 2017 році газета The New York Times писала, що «кожного разу, коли The Onion публікує цей конкретний заголовок, він, здається, обертається Інтернетом із більшою силою», і що заголовок «з кожним використанням, здавалося, перетворювався із зухвалого політичного коментаря щодо контролю над зброєю у відлуння відчаю». Mashable писав, що «[н]іщо не відображає відчуття розчарування та безсилля» після великих масових розстрілів так, як ці статті Onion, додаючи, що «Onion не бракує блискучих статей, але жодна не викликала такого резонансу — і не була так трагічно передбачливою, — як допис „Цьому не можна запобігти“». The Washington Post написала, що в цих статтях The Onion «здається, вловлює розчарування та марність, які відчуває стільки людей» після масових розстрілів, відзначаючи збільшення інтернет-трафіку, який приваблюють статті, і наскільки вони популярні в соціальних мережах . Huffington Post цитує ці статті як «одні з найрезонансніших коментарів щодо повної відсутності в країні заходів проти насильства з використанням зброї», далі зазначаючи, що вони стали «основною частиною реагування соціальних мереж на масові розстріли», посилаючись на те, наскільки широко поділилися ними у Facebook і Twitter . The Daily Beast згадав про ці статті у статті під назвою «Як The Onion став одним із найсильніших голосів за контроль над зброєю». Подібним чином Wired згадав про це в статті під назвою «Тільки The Onion може врятувати нас зараз», де обговорюється сила сатири The Onion перед обличчям насильства з використанням зброї.